# Best-Pest-Methode
Die Best-PEST-Methode (von englisch best parameter estimation for sequential testing, dt. beste Parameterschätzung für eine sequenzielle Prüfstrategie) ist eine adaptive Methode der Psychophysik zur Bestimmung der Wahrnehmungsschwelle eines Probanden auf einen Reiz.

## Hintergrund
Psychophysische Experimente untersuchen die Wahrnehmbarkeitsschwellen mithilfe von Experimenten, in denen Probanden nach der Präsentation eines Reizes entscheiden müssen, ob sie den Reiz (Stimulus) gesehen haben oder nicht. Die psychometrische Funktion zeigt hierbei den Verlauf der Wahrnehmbarkeit als Funktion der Reizstärke an.
Stimuluskonfigurationen wie Stimulusparameter (z. B. Luminanz, Lautstärke) sowie Stimulusanordnung stehen zu Beginn eines Experimentes fest. Je nach Darbietung der Reize während des Experimentes kann es jedoch zu Gewöhnungseffekten kommen, die zu systematischen Fehlern im Ergebnis führen.
Die Best-PEST-Methode bietet eine adaptive Parameterisierung von Reizen, die zu einer Erhöhung der Genauigkeit sowie einer Eliminierung systematischer Fehler (Bias) führt, und zudem die Anzahl der Reizdarbietungen (und somit die Dauer des Experiments) reduziert. Die verwendeten Stimulusparameter hängen hierbei von den schon getesteten Reizen und den bisherigen Antworten des Beobachters ab.

## Initialisierung
Für den Ablauf der Methode wird zunächst angenommen, dass es sich bei der psychometrischen Funktion um eine Dichtefunktion handelt.
Die Grenzen des Wertebereichs werden gewählt, so dass die beiden Außengrenzen eine sichere positive bzw. negative Antwort des Probanden gewährleisten:
{\displaystyle \theta \in \{\theta _{\text{min}},\theta _{\text{max}}\}}. Ferner wird der Wertebereich quantisiert.

## Ablauf
Initialisierung:
- {\displaystyle L(\theta )=1} bzw. {\displaystyle \log L(\theta )=0} (für alle {\displaystyle \theta })
- update({\displaystyle L,\theta _{\text{min}}}, Antwort negativ)
- update({\displaystyle L,\theta _{\text{max}}}, Antwort positiv)
- Wahl {\displaystyle x_{\text{next}}=\theta } mit {\displaystyle L(\theta )\rightarrow max}
- oder {\displaystyle x_{\text{next}}=rand(\theta _{\text{min}},\theta _{\text{max}})}

Test, wiederhole:
- Antwort z bei {\displaystyle x_{\text{next}}} auslesen (Beobachter)
- update({\displaystyle L,x_{\text{next}},z})
- Wahl {\displaystyle x_{\text{next}}=\theta } mit {\displaystyle L(\theta )\rightarrow max}